# Castillo dels Alcalans
El castillo dels Alcalans era una fortificación medieval situada en el municipio de Monserrat (Valencia).
Está clasificado como bien de interés cultural con número de registro ministerial R-I-51-0010504 de 16 de noviembre de 1999.

## Emplazamiento
Se encuentra en Monserrat (Valencia), en las proximidades del río Magro, en un paraje denominado Els Castellars.
El castillo de los Alcalans de Monserrat (Valencia), se localiza sobre un espolón o cuerda de ladera, que separa las diferentes depresiones o barrancos por donde se produce la escorrentía de aguas de una vertiente, que forma el valle de los Alcalans (del que toma su nombre), al este, que es el lado más accesible y en el que se desarrolla el sistema defensivo. Se ubica en el margen izquierdo del río Magro, enfrente de la loma Plana y las loma de los Castellars, dentro del término municipal de Monserrat (Valencia), en la comarca de la Ribera Alta, provincia de Valencia. Ocupa la cima de uno de los cerros meridionales de la sierra Falaguera, en la partida de Els Castellars, cerca de la Cova Fumà (que en castellano equivaldría a "Cueva Ahumada"), que hace de divisoria con el término de Llombay.

## Descripción
El Castillo debió estar construido con roca calcárea, y debía presentar un doble amurallamiento con torres que reforzaban los flancos. Los restos encontrados en la zona, indican la relevancia de la fortaleza de Alcalá debió alcanzar en su época.
Aún puede distinguirse que la estructura se articula en dos recintos a los que normalmente se denominan recinto superior e inferior, teniendo en cuenta su localización topográfica. El recinto superior (llamado Alcazaba por algunos autores o torre del Homenaje o celoquia por otros), debía tener, como era costumbre, un marcado carácter militar y residencial simultáneamente. Presentaba una planta rectangular, con patio a cielo abierto, y se completaba el conjunto con un práctico aljibe, así como otras dependencias, que son motivo de estudio todavía.
Por su parte, el recinto inferior, presentaba una subdivisión en dos partes, de un lado un gran albacar que rodeaba el recinto superior por el norte, oeste y sur; mientras al este existía una liza, que se encontraba defendida por un antemuro, alero o muralla, del que se han conservado restos que alcanzan los tres metros de altura.
Respecto al período de su construcción, ésta parece ser se llevó a cabo al menos en dos fases constructivas, una primera, que podría considerarse como la fundacional, que es la más antigua, la que se inició en el siglo XI, asociada a la taifa de Valencia; y una segunda etapa,. Iniciada en el siglo XII y que se extendería hasta el siglo XIII, coincidiendo con el periodo almohade, en la que se llevaría a cabo obras de refuerzo del sistema defensivo, sobre todo en la zona este del castillo ya existente.
En ruinas a inicios del siglo XXI.

## Historia
El castillo se considera de origen árabe, posiblemente (atendiendo a los restos de cerámica que se han encontrado en las excavaciones arqueológicas llevadas a cabo) sobre un asentamiento íbero anterior. Es considerado como una muestra de la fisionomía de un típico castillo o fortificación islámica, pese a que actualmente sólo quedan restos (algunos lienzos de lo que fueron sus murallas, así como los basamentos de las que fueron sus torres) de lo que fue en su día fue un importante punto de defensa de la zona.
En el siglo XI un rey de la Taifa de Valencia decidió construir un castillo que permitiera controlar los cultivos existentes cerca del río Magro. Llegó a ser un importante castillo taifal, que se citaba incluso en la Crónica de Alfonso X (en la que se narra como el Cid, en una de sus acciones militares por el reino de Valencia, capturó a su alcaide, hecho que dio nombre al lugar como Vall d'Alcal, conocido más tarde como la Vall dels Alcalans).
El Castillo además de la defensa de la zona, también era utilizado para las tareas de recolecta de impuestos agrícolas y ganaderos del valle de Alcalá en época musulmana. Este cobro de impuestos queda reflejado en el Llibre del Repartiment. 
El imperio almorávide empezó a tener problemas de cohesión tan pronto y rápidamente como anteriormente se había producido su surgimiento. Esta circunstancia fue aprovechada Alfonso I de Aragón, el Batallador, que pactó alianzas con musulmanes reticentes a los nuevos califas almorávides, con la intención de ocupar Balansiya (Valencia). Se produjo entonces una respuesta por parte de los almorávides que trajeron de Marruecos un ejército para hacer frente a esta alianza. La batalla tuvo lugar el 1129 en el castillo de los Alcalans, y de en ella se produjo la derrota de los almorávides. Esta derrota desprestigió a los almorávides de Sharq al-Ándalus y, poco después, se proclamarían unos segundos reinos de taifa en Sharq al-Ándalus (a partir de 1144 en Balansiya), esto si se tiene en cuenta al poeta valenciano-musulmán Ibn al-Abbar.
Así, tras la Reconquista Monserrat fue donada en 1240 a Eiximén de Tovià, y, poco después, Joan Brusca le otorgó Carta Puebla en 1245. Con el devenir de los años, paso unas manos a otras, hasta que la familia Pérez de Calatayud pasara a ser la propietaria. En 1763 se integró en el ducado de Villahermosa hasta la abolición de los señoríos.